# Filogel
Filogel ili Smjeholjubac (gr. Φιλόγελως) je najstarija poznata zbrika šala. Napisana je na grčkom jeziku u 4. stoljeću. Tradicijski se pripisuje Hijeroklu iz Aleksandrije i Filagriju koji su prikupili razne šale, suvremene i starije u jednu zbirku.
Zbirka se sastoji od 265 šala čija se komika zasniva na izrugivanju ljudskim osobinama, zanimanjima ili etničkim pozadinama. Skoro pola viceva je usmjereno protiv „smušenjaka” (gr. σχολαστικός).
Djelo je očuvano u više rukopisa, najopširniji, s 260 šala potječe iz 11. stoljeća. Prvi moderni prijevod načinjen je na latinskom jeziku 1605. godine. U 17. i 18. stoljeću raste zainteresiranost i broj izdanja prijevoda ove zbirke. Na hrvatskom je jeziku skupa s grčkim izvornikom djelo izdano 2020. u nakladi  Instituta Latina et Graeca i prijevodu klasične filologinje Tamare Tvrtković.